# Hệ thống chuyển giá trị không chính thức
Hệ thống chuyển giá trị không chính thức (IVTS) hay nôm na hệ thống chuyển tiền chui là bất kỳ hệ thống, cơ chế hoặc mạng lưới người nào nhận tiền với mục đích tạo các khoản tiền hoặc giá trị tương đương có thể chi trả cho bên thứ ba ở một vị trí địa lý khác, không nhất thiết phải ở cùng một dạng tương tự. Chuyển giá trị không chính thức thường diễn ra bên ngoài hệ thống ngân hàng thông thường thông qua tổ chức tài chính phi ngân hàng hoặc các tổ chức kinh doanh khác có hoạt động kinh doanh chính có thể không phải là chuyển tiền. Các giao dịch IVTS đôi khi kết nối với các hệ thống ngân hàng chính thức, chẳng hạn như thông qua việc sử dụng các tài khoản ngân hàng do nhà điều hành IVTS nắm giữ.

## Lịch sử
Một hệ thống chuyển giá trị không chính thức là một hệ thống chuyển tiền và nghiệp vụ ngân hàng thay thế và không chính thức, có trước hệ thống ngân hàng hiện đại ngày nay. Các hệ thống này được thiết lập như một phương tiện thanh quyết toán tài khoản trong làng và giữa các làng. Nó tồn tại từ hơn 4000 năm trước và thậm chí lâu hơn thế.
Việc sử dụng chúng như các mạng lưới toàn cầu cho các giao dịch tài chính lan rộng khi những người sinh sống và làm việc ở nước ngoài từ các quốc gia ban đầu định cư ở các nước ngoài đó. Ngày nay, hoạt động IVTS được tìm thấy ở hầu hết các quốc gia. Tùy thuộc vào nhóm sắc tộc, IVTS được gọi bằng nhiều tên gọi khác nhau, ví dụ, hawala (Trung Đông, Afghanistan, Tiểu lục địa Ấn Độ); fei ch'ien (飞钱, phi tiền tức "tiền bay"; Trung Quốc); phoe kuan (Thái Lan); và Sàn giao dịch peso chợ đen (Nam Mỹ).
Các cá nhân hoặc nhóm tham gia điều hành IVTS có thể làm như vậy trên cơ sở toàn thời gian, bán thời gian hoặc tùy trường hợp (ad hoc). Họ có thể làm việc độc lập hoặc là một phần của mạng lưới nhiều người. IVTS dựa trên sự tin cậy. Nói chung, các nhà khai thác thường không biển thủ các khoản tiền được ủy thác cho họ.

## IVTS hoạt động như thế nào?
Người gửi đưa tiền cho một đại lý IVTS và đối tác của anh ta/cô ta trong khu vực/quốc gia nhận đóng vai trò là người giao tiền này. Người gửi gọi điện thoại hoặc fax các chỉ dẫn cho đối tác của mình và tiền sẽ được giao trong vài giờ. Trong quá khứ, tin nhắn có thể được gửi bằng cách sử dụng người đưa tin là đàn ông hoặc thậm chí cả động vật (như chim bồ câu). Quyết toán được thực hiện với một dịch vụ giao nhận tư nhân hoặc chuyển khoản điện tín theo hướng ngược lại. Một phương pháp khác để cân đối sổ sách là hàng hóa với hóa đơn dưới giá trị được vận chuyển ra nước ngoài, để người nhận có thể bán lại sản phẩm với giá thị trường cao hơn.

## Sử dụng IVTS
IVTS được sử dụng bởi nhiều cá nhân, doanh nghiệp, tổ chức và thậm chí cả chính phủ để chuyển tiền trong nước và nước ngoài. Người sống ở nước ngoài và người nhập cư thường sử dụng IVTS để gửi lại tiền cho gia đình và bạn bè ở quốc gia quê nhà của họ (đối với người lao động làm việc ở nước ngoài) hoặc nước ngoài (đối với thương nhân cần thêm tiền để bắt đầu kinh doanh). Hoạt động IVTS cũng được sử dụng bởi các công ty hợp pháp, thương nhân, tổ chức và cơ quan chính phủ cần tiến hành kinh doanh ở các quốc gia có hệ thống tài chính cơ bản hoặc không có hệ thống tài chính chính thức.
Ở một số quốc gia, các mạng lưới kiểu IVTS hoạt động song song với các tổ chức tài chính chính thức hoặc như là tổ chức tài chính thay thế hay lựa chọn thay thế cho các tổ chức chính thức. Bên cạnh công dân của nước sở tại, cư dân (hợp pháp hoặc bất hợp pháp) ở nước sở tại từ nước ngoài có thể thích hoặc cần sử dụng IVTS thay cho các tổ chức tài chính chính thức vì nhiều lý do như được mô tả dưới đây: 
- Nước chủ nhà và nước nhận tiền không có quan hệ ngoại giao hoặc nước chủ nhà chủ động ngăn chặn việc gửi tiền đến nước nhận.
- Sự thay đổi liên tục trong môi trường chính trị thế giới, các hệ thống thanh toán không thể thỏa mãn và/hoặc một lĩnh vực tài chính thay đổi liên tục nhanh chóng;
- Thiếu các tổ chức tài chính chính thức dễ tiếp cận ở các vùng sâu vùng xa của một số quốc gia;
- Chuyển tiền hiệu quả hơn, đáng tin cậy và rẻ hơn so với các tổ chức tài chính chính thức. (Ví dụ: chuyển khoản qua ngân hàng kéo theo các khoản phí được tính cho người gửi và người nhận, có thể mất từ hai đến bảy ngày để hoàn thành và có thể bị trì hoãn hoặc mất. Tiền chuyển qua IVTS thường có sẵn trong vòng 24 giờ, với mức tối thiểu hoặc không tính phí cho người tham gia);
- Để tránh phải trả tỷ giá hối đoái cao hơn (Tiền được gửi qua chuyển khoản truyền thống được chuyển đổi sang tiền tệ của quốc gia người nhận; phí được tính cho chuyển đổi tỷ giá được quy định bởi tổ chức. Các nhà khai thác IVTS, cũng là người đầu cơ tỷ giá hối đoái, tính phí thấp hơn);
- Để tránh thuế chuyển tiền;
- Để đảm bảo tính ẩn danh vì có thể chỉ có tối thiểu hoặc không có hồ sơ nào được lưu lại; hoặc là
- Để tránh báo cáo bắt buộc về các giao dịch lớn từ các tổ chức tài chính cho chính phủ.

Vì IVTS cung cấp bảo mật, tính ẩn danh và tính linh hoạt cho người dùng, các hệ thống này cũng có thể được sử dụng để cung cấp tài nguyên cho việc thực hiện các hoạt động bất hợp pháp. Sau các cuộc tấn công vào ngày 11 tháng 9 năm 2001 tại Hoa Kỳ, IVTS đã phải chịu sự giám sát và quy định gia tăng ở nhiều quốc gia do áp lực từ Hoa Kỳ.